# Brauner Hirsch (Görlitz)
Der Braune Hirsch (früher auch Roter Hirsch) ist ein barockes Bürgerhaus in der Stadt Görlitz in der Oberlausitz. Das Eckhaus befindet sich auf der östlichen Seite des Untermarktes und an der Neißstraße, die weiter in Richtung Altstadtbrücke über die Lausitzer Neiße führt.

## Geschichte

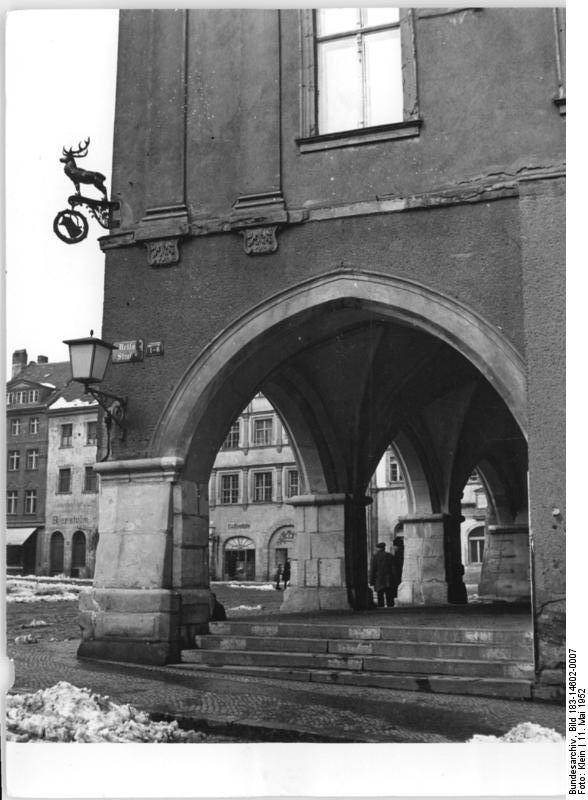
Figurenschmuck an der Ecke Neißstraße

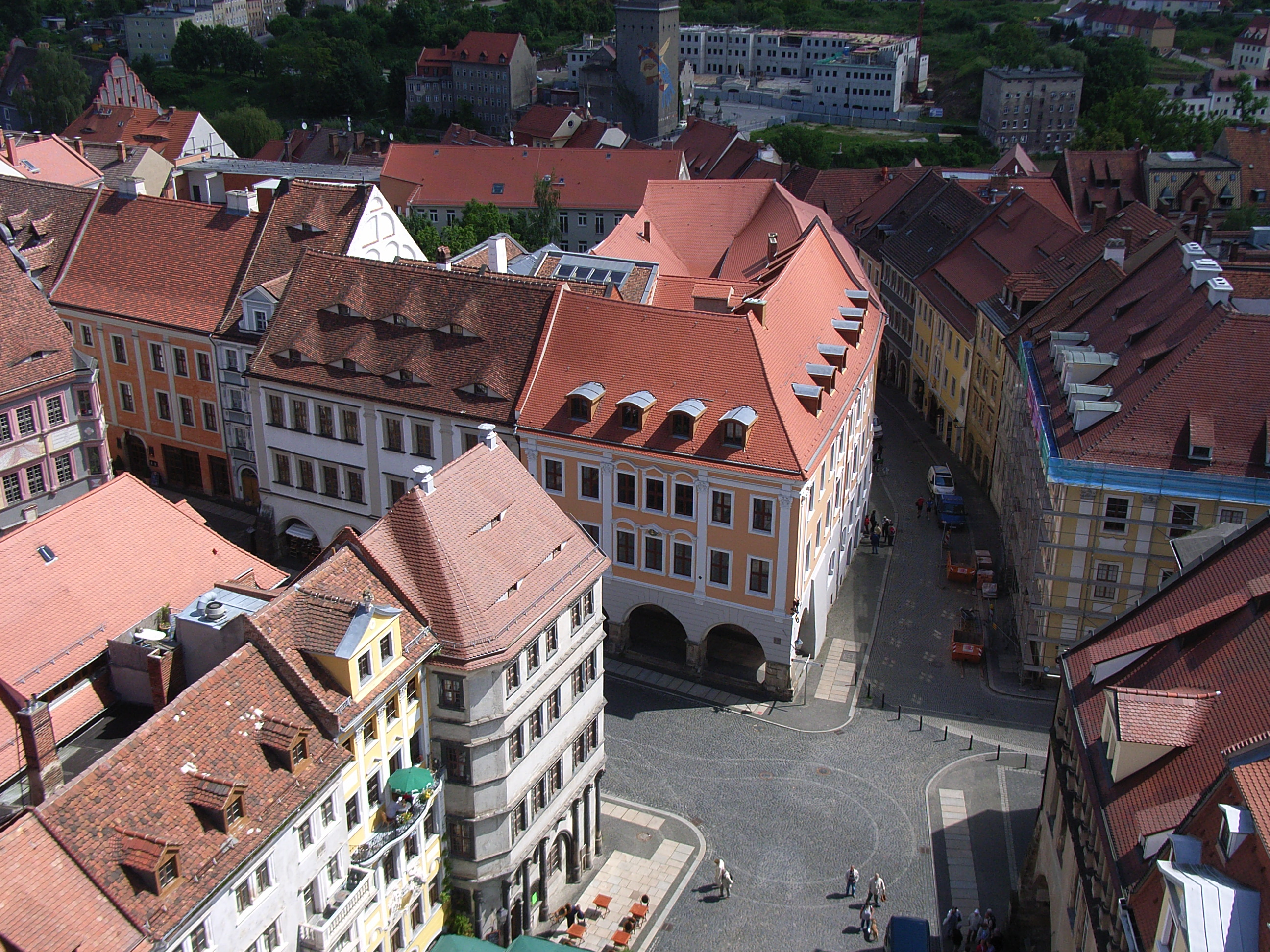
Blick vom Rathausturm auf die Ostseite des Untermarktes

Der Braune Hirsch gilt als eines der weitläufigsten Häuser in der Görlitzer Altstadt und war lange Zeit einer der vornehmsten Gasthöfe und Brauhäuser der Stadt. Der Bau wurde vielfach umgestaltet und erhielt sein heutiges barockes Aussehen im Jahr 1722 unter dem Generalakzisassessor Johann Christoph Pößner. An ihn erinnert ein Stein an dem Markt zugewandten Seite des Hauses. Der Vorgängerbau wurde bei dem Stadtbrand 1717 weitgehend zerstört. An ihn erinnern noch die sechs Schlusssteine an den drei gotischen Läuben zur Marktseite mit den Jahreszahlen 1486 und 1539 mit Hausmarken.
Zu den wohl bekanntesten frühzeitlichen Eigentümern zählt der Görlitzer Bürgermeister Seifrid Goswin um 1475 und der Stadtschreiber Georg Voit um 1490. Michel Schmid, der den Braunen Hirsch um 1545 besaß, verewigte seinen Namen in einem der Schlusssteine.
Die Fassade ist über dem Erdgeschosssims durch zwölf flache Pilaster mit edlen kompositen Kapitellen und konsolenähnlichen Basen gegliedert. Das Wappen auf der Marktseite zeigt wahrscheinlich das Pößnersche Wappen. Um 1838 führte der Kaufmann und Apotheker Leopold Pape umfangreiche Umbauten im Innern durch und richtete einen Saal ein. Er legte auch die Läden zur Neißstraße an. Den charakteristischen Hirsch an der Hausecke erhielt der Bau jedoch erst unter dem Nachbesitzer Ulrich Domke. Auch die 1779 gegründete Oberlausitzische Gesellschaft der Wissenschaften hielt anfangs im Braunen Hirsch ihre Zusammenkünfte ab, bis sie 1792 auf die Mitte des Untermarkts in das Neue Kaufhaus auf der Nordseite der Zeile umzog. Ab 1804 hatte sie ihr dauerhaftes Domizil am gegenüberliegenden Eckhaus, dem Barockhaus Neißstraße 30. Zu DDR-Zeiten wurde der große einstige Gasthof der Arbeiter-und-Bauern-Fakultät der Technischen Hochschule Dresden übergeben, die den Bau in erster Linie als Internat nutzte. Die Hochschule übernahm auch die Restaurierung des Hauses.
Zu den berühmtesten Gästen, die der Braune Hirsch beherbergte, gehören der König von Westphalen Jérôme Bonaparte (1812), der preußische Generalfeldmarschall Gebhard Leberecht von Blücher (3./4. September 1813), die preußischen Könige Friedrich Wilhelm III. (1835) und Friedrich Wilhelm IV. (1831, 1833, 1840 und 1844) sowie der russische Zar Nikolaus I. (1838) und der russische Thronfolger Alexander II. (1840). Der spätere deutsche Kaiser Wilhelm I. nächtigte 1819 ebenso hier, wie der Reichsverweser Johann von Österreich (1848) und Prinz Friedrich Karl, der den Braunen Hirsch auch kurze Zeit als Hauptquartier im Deutschen Krieg 1866 nutzte.
In dem Gebäude wurden im Sommer 2009 auch Szenen für den Film Goethe! gedreht. Vermutlich speiste das Vorbild für den Film Johann Wolfgang von Goethe bei seiner Stippvisite am 31. Juli 1790 im Braunen Hirsch.
Das Haus diente zudem als Klosterkulisse in Wes Andersons 2013 gedrehten Film Grand Budapest Hotel.